# Vicent Beguer i Oliveres
Vicent Beguer i Oliveres (Tortosa, 10 d'abril de 1937) és un farmacèutic i polític català, senador a les Corts Espanyoles i alcalde de Tortosa.

## Biografia
Doctor en Farmàcia per la Universitat de Barcelona, membre del Cos d'Inspectors Farmacèutics Municipals per Oposició i Medalla al Mèrit Militar amb Distintiu Blanc de primera classe. Ha estat gerent del Laboratori Farmacèutic Nacional i fins a 2003 ha exercit de farmacèutic a Jesús.
Milita a CDC des de 1977 i a les eleccions municipals espanyoles de 1979 fou alcalde de Tortosa, càrrec que va ocupar fins a 1995, que deixà el càrrec en mans del seu company de partit Marià Curto i Forés. Posteriorment fou elegit senador per CiU per la província de Tarragona a les eleccions generals espanyoles de 1989, 1993, 1996 i 2000. De 2000 a 2004 fou portaveu adjunt del grup parlamentari convergent al Senat i membre suplent de la Diputació Permanent.